# Tajuña (Segovia)
Tajuña es una entidad de población española del municipio de Segovia, perteneciente a la provincia homónima, en la comunidad autónoma de Castilla y León.

## Historia
Hacia mediados del siglo XIX, el lugar, por entonces perteneciente a Fuentemilanos, tenía contabilizada una población de 31 habitantes. Aparece descrito en el decimocuarto volumen del Diccionario geográfico-estadístico-histórico de España y sus posesiones de Ultramar de Pascual Madoz con las siguientes palabras:

TAJUÑA: granja de la prov. y part. jud. de Segovia (3 1/2 leg.), térm. de Fuentemilanos (1). sit. en un llano; le combaten todos los vientos. Tiene 6 casas de mediana construccion, y una ermita (la Concepcion de la Vírgen) en la cual se dice misa en el dia 2 de diciembre. Confina el térm. N. con el del cas. de Matamanzano y Mazarias; E. el mismo Matamanzano y Lagunillas; S. Aldeallana, y O. San Pedro de las Dueñas: comprende 600 obradas de tierra de pan llevar, que prod. sobre 200 fan. de grano de toda especie. pobl.: 6 vec., 31 almas. Es propiedad del señor marques de Zafra.
(Madoz, 1849, p. 562)

En la actualidad, pertenece al municipio de Segovia.